# 许嫩贝格
许嫩贝格（德語：Hünenberg）是瑞士联邦楚格州的市镇。该市镇面积为18.70平方千米，海拔高度444米，2018年12月31日人口数为8,807。當地的圣沃爾夫岡天主教教堂是瑞士國家和區域重要文化財產。

## 历史
许嫩贝格的歷史最早可以追溯到1173年，當時被稱為“de Hunberg”，但這份提及许嫩贝格的文獻被認為是偽造的。1185年時被稱為“de Hunoberg”，1239年被稱為“de Hunaberc”。